# Il est revenu avec les bottines de Honaïn
Pour les articles homonymes, voir Hunayn.
« Il est revenu avec les bottines de Honaïn » (arabe : رجع بخفي حنين,, raja‘a bi-ḵaffai ḥunain) est un proverbe arabe utilisé pour exprimer la déception. De nos jours, cette expression est souvent utilisée dans le domaine sportif, pour souligner la défaite d'un athlète.

## Histoire
Ce proverbe apparaît dès le XIe ou le XIIe siècle dans la dixième des cinquante Maqamat (Séances) d'al-Hariri.
Il existe plusieurs histoires associées à ce proverbe. L'une d'elles se déroule dans l'actuelle Irak, dans la ville d'al-Hira. Elle met en scène un bédouin opposé à Honaïn, un bottier très célèbre en ville. Antoine-Léonard Chézy, faisant le compte-rendu d'une édition des Séances d'al-Hariri commentée par Silvestre de Sacy, raconte cette histoire en 1823 dans le Journal des savants :

« Un bédouin entre un jour chez un bottier pour acheter une paire de bottines. Il s'élève entre eux quelque difficulté au sujet du prix ; on en vient aux menaces, et le bédouin, tout en colère, finit par sortir sans s'accommoder des bottines, et, monté sur son chameau, il prend la route du désert. Cependant Honaïn, par un sentier détourné, devance le bédouin à son insu et va placer des bottines au milieu du chemin que celui-ci devait nécessairement prendre ; après quoi il pousse plus avant, place également l'autre bottine dans le chemin et se cache non loin de là derrière un buisson. Notre voyageur ne tarde pas à rencontrer la première bottine : Oh ! se dit-il, cette bottine m'a toute la tournure de celle de Honaïn ; quel dommage que la paire ne soit pas complète ! je m'en emparerais ; mais que faire d'une seule ! Il la laisse donc : mais bientôt, parvenu à l'endroit où était l'autre, il se désole de n'avoir pas ramassé la première ; il descend aussitôt de son chameau pour le laisser un instant brouter à son aise, et rebrousse chemin dans l'intention de réparer sa faute : mais Honaïn saisit le moment, s'empare de la monture et fuit à toute bride. Notre pauvre bédouin, revenant bientôt tout essoufflé, retrouve bien la bottine, mais de chameau plus de vestiges. Tout confus, il reprend le chemin de sa tribu. Eh bien ! quelles nouvelles, lui demande-t-on à son arrivée, que rapportes-tu de ton voyage ! – Hélas ! vous le voyez, les bottines de Honaïn. De là [...] cette expression proverbiale, il est revenu avec les bottines de Honaïn, pour indiquer qu’une personne a été dupe d'une ruse ou trompée dans son espoir. »

## Cinéma
Le scénario du court-métrage d'animation égyptien Honayn's Shoe est une version modifiée de l'histoire à l'origine du proverbe.